# Друэн, Николь
Николь Друэн (фр. Nicole Drouiny; 14 июня 1928, Форбак, департамент Мозель — 5 апреля 2010, Нёйи-сюр-Сен, О-де-Сен) — французская модель, победительница национального конкурса красоты Мисс Франция 1951, вице-мисс Европа (1952) и 4-я вице-мисс мира (1952).
В 1950 году стала победительница конкурса красоты мисс Сан-Тропе.
Размеры: рост: 1,68 м; окружность груди: 97 см; размер талии 48 см.